# Phare de Kyrenia (1963)
Le phare de Kyrenia (1963) est un phare actif situé dans le port de Kyrenia (République turque de Chypre du Nord) dans le nord de l'île de Chypre, face à la Turquie.

## Histoire
Mis en service en 1963, en bout de jetée ouest du port de plaisance. Il remplace le vieux phare.

## Description
Le phare est une tour métallique à base carrée, à claire-voie de 8 m de haut, avec galerie et petite balise. La tour est peinte en rouge et le support de la balise est blanc. Il émet, à une hauteur focale de 10 m un éclat vert toutes les 5 secondes. Sa portée est de 4 milles nautiques (environ 7.5 km).
Identifiant : ARLHS : CYP... ; KTGK-33230 - Amirauté : N5902 - NGA : 20972 .
|                 |
| Port de Kyrenia |

### Lien connexe
- Liste des phares de Chypre